# Agenzia degli Stati del Deccan
L'Agenzia degli Stati del Deccan (in inglese: Deccan States Agency, nota anche come Agenzia degli Stati del Deccan e Residenza di Kolhapur) era un'agenzia dell'India britannica.

## Storia
L'agenzia venne creata nel 1933 con l'unione dell'Agenzia di Kolhapur (Residenza di Kolhapur), dell'Agenzia di Poona, dell'Agenzia di Bijapur, dell'Agenzia di Dharwar e dell'Agenzia di Kolaba.
Essa era composta da diversi stati e jagir dell'India occidentale, collocati negli attuali stati indiani di Maharashtra e Karnataka, sei dei quali erano Salute states. Gli stati principeschi inclusi nell'agenzia avevano la sovranità ma non il controllo effettivo dei loro stati che era esercitato dalle autorità britanniche della Presidenza di Bombay.
Dopo l'indipendenza indiana del 1947, tutti gli stati entrarono a far parte dell'Unione Indiana ed integrati nello stato di Bombay. Nel 1956 tutte le aree di lingua kannada della parte meridionale dello stato di Bombay passarono allo stato di Mysore (poi Karnataka). Lo stato di Bombay venne diviso nei nuovi stati di Maharashtra e Gujarat nel 1960.

## Stati principeschi

### Stati dell'ex Agenzia di Kolhapur
Salute states, in ordine di precedenza :
- Kolhapur, titolo di Maharaja; saluto ereditario a 19 colpi di cannone a salve
- Janjira, titolo di Nawab; saluto ereditario a 11 colpi di cannone a salve (13 locali)
- Sangli, titolo di Raja; saluto ereditario a 9 colpi di cannone a salve (11 locali)
- Mudhol, titolo di Raja; saluto ereditario a 9 colpi di cannone a salve

Non-salute states, in ordine alfabetico:
- Akalkot, titolo di Raja
- Aundh, titolo di Pant Pratinidhi
- Jamkhandi, titolo di Raja
- Kurundwad Junior, titolo di Rao
- Kurundwad Senior, titolo di Rao
- Miraj Junior, titolo di Rao
- Miraj Senior, titolo di Rao
- Phaltan, titolo di Naik
- Ramdurg
- Mannurkar Raje

### Jagir dell'ex Agenzia di Kolhapur
- Residenza di Bavda
- Gajendragad (Gajendragarh),
- ? Saranjam
- ? Himmat Bahadur
- Residenza di Ichalkaranji
- Kagal Junior
- Kagal Senior
- Kapshi
- Residenza di Latur
- Sar Lashkar
- Torgal Jagir
- Residenza di Vishalgad

### Stati di altre ex agenzie coloniali
Ex Agenzia di Bijapur:
- Daphlapur (Daflepur), titolo di Deshmukh (1917 incorporata nello Jath)
- Jath (Joth), titolo di Raja (sino al 1936 Deshmukh)

Ex Agenzia di Kolaba:
- Sawantwadi (Savantwadi), titolo di Raja Bahadur; saluto ereditario di 9 colpi di cannone a salve (11 locali)

Ex Agenzia di Dharwar : non-salute state:
- Savanur, titolo di Nawab

Former Poona Agency :
- Bhor, titolo di Raja, saluto ereditario di 9 colpi di cannone a salve